# Sluten omröstning
Sluten omröstning är en typ av omröstning som innebär att omröstningen sker i hemlighet (d.v.s. det är inte möjligt att avgöra hur varje enskild röstande har röstat). Inte sällan sker detta med hjälp av papperslappar eller dylikt. I allmänna val kallas detta för valhemlighet och brukar ses som en förutsättning för demokrati.
Yttrandefriheten kan tolkas omfatta rätten att berätta hur man röstat, men valsystemet bör hindra väljare från att bevisa att rösten verkligen använts så. Detta är viktigt för att en väljare inte skall kunna tvingas att rösta på visst sätt, eller kunna sälja sin röst. 